# FFV Neubrandenburg
Der FFV Neubrandenburg (vollständiger Name: Frauenfußballverein Neubrandenburg) war ein deutscher Frauenfußball-Verein. Er wurde am 17. Januar 2002 gegründet. Die erste Mannschaft spielte zuletzt in der Regionalliga Nordost.

## Geschichte
Seit Mitte der siebziger Jahre wurde in Neubrandenburg Frauenfußball gespielt. Zunächst beim SV Nagema, nach der Wende beim Polizei-Sportverein Neubrandenburg (PSV). Unter dem Namen PSV schaffte der Verein 2001 den Aufstieg in die Regionalliga Nordost. Um für die Weiterentwicklung des Frauen- und Mädchenfußballs eine neue Heimat zu schaffen, wurde am 17. Januar 2002 der FFV Neubrandenburg gegründet. Zum 1. Juli 2002 wechselten die Mädchen und Frauen des PSV zum FFV. Die Saison 2003/04 beendete man als Vorletzter, verblieb jedoch wegen der Einführung der 2. Bundesliga in der Regionalliga. Eine Saison später wurde die Mannschaft überraschend Meister und schaffte den Aufstieg in die 2. Liga. 2007 musste die Mannschaft als Drittletzter in die Abstiegsrelegation gegen den FC Erzgebirge Aue. Nach einem 2:2 im Hinspiel gelang durch einen 1:0-Sieg im Rückspiel auf eigenem Platz der Klassenerhalt. Ein Jahr später hatte die nun stark verjüngte Mannschaft weniger Glück und stieg als Vorletzter in die Regionalliga ab. Zur Saison 2009/10 schloss sich der Verein dem 1. FC Neubrandenburg 04 an.

## Erfolge
- Meister Regionalliga Nordost 2005
- Pokalsieger von Mecklenburg-Vorpommern 2004, 2005, 2009

## Stadion
Der FFV trug seine Heimspiele im Jahnstadion aus. Das Stadion bietet Platz für 8.020 Zuschauer.

## Bekannte Spielerinnen
- Stefanie Draws, heute 1. FFC Turbine Potsdam
- Viola Odebrecht, später u. a. 1. FFC Turbine Potsdam und VfL Wolfsburg
- Catharina Schimpf, anschließend Hamburger SV und heute Bramfelder SV
- Nicole Zweigler, heute Hamburger SV

## Statistik
| Saison | Liga                 | Platz | S  | U | N  | Tore  | Punkte | Landespokal MV     | DFB-Pokal          |
| --- | -------------------- | ----- | -- | - | -- | ----- | ------ | ------------------ | ------------------ |
| 2001/02 | Regionalliga Nordost | 10.   | 5  | 4 | 13 | 17:40 | 19     |                    | nicht qualifiziert |
| 2002/03 | Regionalliga Nordost | 8.    | 5  | 5 | 10 | 21:32 | 20     |                    | nicht qualifiziert |
| 2003/04 | Regionalliga Nordost | 11.   | 1  | 7 | 14 | 18:47 | 10     | Pokalsieger        | nicht qualifiziert |
| 2004/05 | Regionalliga Nordost | 1.    | 14 | 5 | 3  | 62:29 | 47     | Pokalsieger        | 1. Runde           |
| 2005/06 | 2. Bundesliga Nord   | 9.    | 7  | 2 | 13 | 36:49 | 23     |                    | Achtelfinale       |
| 2006/07 | 2. Bundesliga Nord   | 10.   | 5  | 2 | 15 | 21:49 | 17     |                    | 1. Runde           |
| 2007/08 | 2. Bundesliga Nord   | 11.   | 4  | 3 | 15 | 34:56 | 15     | nicht qualifiziert | 2. Runde           |
| 2008/09 | Regionalliga Nordost | 8.    | 9  | 3 | 10 | 39:37 | 30     | Pokalsieger        | 2. Runde           |
| Anmerkung: Grün unterlegte Spielzeiten kennzeichnen einen Aufstieg, rot unterlegte Spielzeiten einen Abstieg. |                      |       |    |   |    |       |        |                    |                    |